# Плёссль, Симон
Симон Плёссль (нем. Simon Plößl; 19 сентября 1794, Вена — 29 января 1868, Вена) — австрийский инженер-оптик и изобретатель.

## Биография
Симон Плёссль родился 19 сентября 1794 года в городе Вене в семье плотника. 
Первоначально обучаясь в компании «Voigtländer» (был учеником шлифовщика линз), он в 1823 году открыл небольшую собственную мастерскую. Начав свой бизнес весьма скромно, он вскоре стал одним из ведущих производителей телескопов и оптических приборов в Центральной Европе. В 1835 году он получил золотую медаль за свою работу на Венской промышленной выставке.
Его главным достижением в то время было усовершенствование объектива ахроматического микроскопа. Сегодня он наиболее известен благодаря одноименному окуляру телескопа Плессля, который соответствует его конструкции 1860 года и широко используется астрономами-любителями по сей день. В астрономию его привело случайное знакомство с австрийским астрономом Йозефом Иоганном Литровом.
Симон Плёссль умер 29 января 1868 года в родном городе.